# Saint-Maurice-Thizouaille
Saint-Maurice-Thizouaille – miejscowość i gmina we Francji, w regionie Burgundia-Franche-Comté, w departamencie Yonne.
Według danych na rok 1990 gminę zamieszkiwało 170 osób, a gęstość zaludnienia wynosiła 87 osób/km² (wśród 2044 gmin Burgundii Saint-Maurice-Thizouaille plasuje się na 741. miejscu pod względem liczby ludności, natomiast pod względem powierzchni na miejscu 1360.).